# 维耶维涅
维耶维涅（法語：Viévigne，法語發音：[vjeviɲ]）是法国科多尔省的一个市镇，位于该省东部，属于第戎区。

## 地理
维耶维涅（47°26'6"N, 5°13'49"E）面积13.43 平方千米，位于法国勃艮第-弗朗什-孔泰大區科多尔省，该省份为法国中东部省份，北起奥布省，西接涅夫勒省和约讷省，南至索恩-卢瓦尔省，东南接汝拉省，东临上索恩省，东北部与上马恩省接壤。
与维耶维涅接壤的市镇（或旧市镇、城区）包括：贝兹、贝尔勒沙泰勒、贝兹河畔努瓦龙、塔奈。

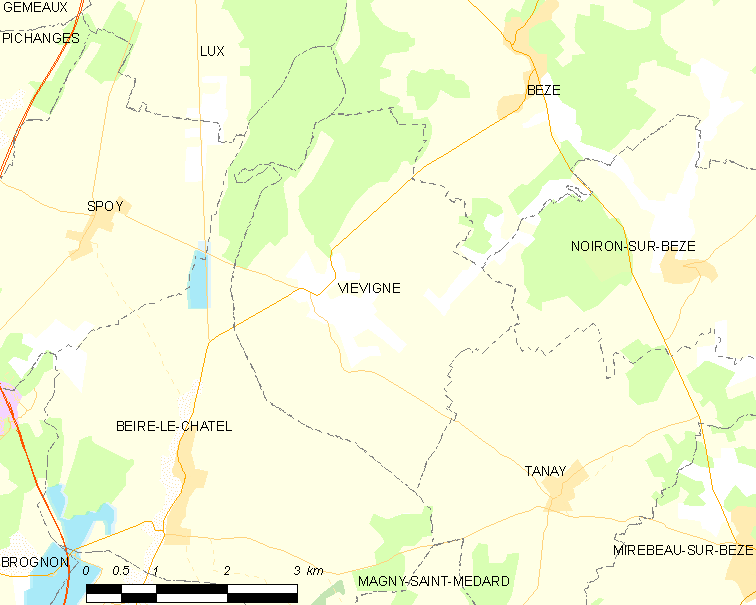
维耶维涅的OSM定位图

维耶维涅的时区为UTC+01:00、UTC+02:00（夏令时）。

## 行政
维耶维涅的邮政编码为21310，INSEE市镇编码为21682。

## 政治
维耶维涅所属的省级选区为圣阿波利奈尔县。

## 人口

1962-2008年间维耶维涅人口变化图示

维耶维涅于2022年1月1日时的人口数量为252人。